# Shawwâl
Shawwâl er den islamiske kalenders 10. måned. 1. Shawwâl er Eid ul-Fitr, fastebrydningsfesten. Der er også seks dages faste i Shawwâl, og faster man både i Ramadan og de seks dage i Shawwâl, tilsvarer det ifølge Sahih Muslim en permanent faste (Sahih Muslim er en hadith-samling anerkendt af Sunni, men ikke af Shia). Det er en almen misforståelse, at de seks dages faste i Shawwâl skal foregå i træk; der findes ingen hadith, der understøtter denne opfattelse.
Den islamiske kalender følger månen og derfor flytter muharram sig 11-12 dage hvert år i forhold til den gregorianske kalender. Måneder starter, når en rettroende muslim iagttager nymånen på himlen, og derfor kan det ikke præcis siges, hvornår en måned vil starte.

## Eksterne links
- Islamic-Western Calendar Converter (Omregn dage til/fra den islamiske kalender)